# Dracula adrianae
Dracula adrianae – gatunek epifitycznego storczyka z podrodziny epidendronowych (plemię Epidendreae, podplemię Pleurothallidinae). Występuje endemicznie w górskich lasach Kolumbii.